# Dolichopteryx andriashevi
Dolichopteryx andriashevi är en fiskart som beskrevs av Parin, Belyanina och Sergei Afanasievich Evseenko 2009. Dolichopteryx andriashevi ingår i släktet Dolichopteryx och familjen Opisthoproctidae. Inga underarter finns listade i Catalogue of Life.